# かか (宇佐見りんの小説)
『かか』は、宇佐見りんの1作目の小説。2019年11月に河出書房新社から出版された。
第56回（2019年度）文藝賞を受賞。第33回（2020年度）三島由紀夫賞を史上最年少となる21歳で受賞。第42回（2020年度）野間文芸新人賞候補にも選ばれた。

## 書誌情報
- 『かか』 河出書房新社、2019年11月15日[4]、ISBN 978-4-309-02845-3
  - かか（『文藝』2019年冬号）
- 『かか』 河出文庫、2022年4月27日[5]、ISBN 978-4-309-41880-3